# Дужац (Ист)
Дужац је мало ненасељено острво у хрватском делу Јадранског мора, акваторији Града Задра. 
Дужац се налази око 2 км југозападно од острва Ист. Површина острва износи 0,013 км². Дужина обалске линије је 0,49 км.. Највиши врх на острву је висок 6 метара.